# Conveni regulador
El Conveni regulador és el document que acompanya la demanda de divorci, separació judicial o l'adopció o modificació de mesures reguladores de les conseqüències de la nul·litat del matrimoni, presentada de comú acord o presentada per un d'ells amb el consentiment de l'altre.
Si els cònjuges tenen fills comuns que estan sota llur potestat, el conveni regulador ha de contenir: 
a) Un pla de parentalitat, d'acord amb el que estableix l'article 233-9.
b) Els aliments que els han de prestar, tant respecte a les necessitats ordinàries com a les extraordinàries, indicant-ne la periodicitat, la modalitat de pagament, els criteris d'actualització i, si ho han previst, les garanties.
c) Si escau, el règim de relacions personals amb els avis i els germans que no convisquin en el mateix domicili.
A més, també ha de contenir, si escau: 
a) La prestació compensatòria que s'atribueix a un dels cònjuges, indicant-ne la modalitat de pagament i, si escau, la durada, els criteris d'actualització i les garanties.
b) L'atribució o distribució de l'ús de l'habitatge familiar amb el seu parament.
c) La compensació econòmica per raó de treball.
d) La liquidació del règim econòmic matrimonial i la divisió dels béns en comunitat ordinària indivisa.
A més, també poden acordar aliments per als fills majors d'edat o emancipats que no tinguin recursos econòmics propis.
Els pactes adoptats en conveni regulador han d'ésser aprovats per l'autoritat judicial, llevat dels punts que no siguin conformes amb l'interès dels fills menors. Si denega l'aprovació dels pactes adoptats en conveni regulador, l'autoritat judicial ha d'indicar els punts que s'han de modificar i ha de fixar el termini per a fer-ho. Si els cònjuges no formulen una proposta de modificació o aquesta tampoc no és aprovada, l'autoritat judicial ha d'adoptar la resolució pertinent. La sentència ha d'incorporar els punts del conveni que hagin estat aprovats i la decisió que correspongui quant als no aprovats. També pot contenir les mesures necessàries per a garantir-ne el compliment efectiu.
L'Article 233-2 de la Llei 25/2010, del 29 de juliol, del llibre segon del Codi civil de Catalunya, relatiu a la persona i la familia, recull les mesures definitives proposades per conveni regulador; i l'Art. 233-3 l'Aprovació judicial dels pactes.